# Ulesie (Janowo)
Ulesie (deutsch Ulleschen) ist ein kleiner Ort in der polnischen Woiwodschaft Ermland-Masuren und gehört zur Landgemeinde Janowo im Powiat Nidzicki (Kreis Neidenburg).

## Geographische Lage
Ulesie liegt in der südwestlichen Mitte der Woiwodschaft Ermland-Masuren, 16 Kilometer östlich der Kreisstadt Nidzica (deutsch Neidenburg).

## Geschichte
Gegründet wurde das kleine Dorf Otnoga (um 1574 Viersch, nach 1574 Uleschen) im Jahre 1571. 1874 kam es zum Amtsbezirk Roggen (polnisch Róg) im ostpreußischen Kreis Neidenburg.
516 Einwohner waren 1910 in Ulleschen ansässig. Ihre Zahl verringerte sich bis 1933 auf 494 und belief sich 1939 noch auf 422.
Mit dem gesamten südlichen Ostpreußen wurde Ulleschen 1945 in Kriegsfolge an Polen überstellt und erhielt die polnische Namensform „Ulesie“. Heute ist der Weiler (polnisch Osada) in die Landgemeinde Janowo im Powiat Nidzicki (Kreis Neidenburg) eingegliedert, bis 1998 der Woiwodschaft Olsztyn, seither der Woiwodschaft Ermland-Masuren zugehörig.

## Kirche
Bis 1945 war Ulleschen in die evangelische Kirche Muschaken in der Kirchenprovinz Ostpreußen der Kirche der Altpreußischen Union und in die römisch-katholische Kirche Neidenburg im Bistum Ermland eingepfarrt. Heute gehört Ulesie katholischerseits zur Pfarrgemeinde in Muszaki im Erzbistum Ermland, evangelischerseits zur Pfarrei Nidzica mit der Filialkirche in Róg in der Diözese Masuren der Evangelisch-Augsburgischen Kirche in Polen.

## Verkehr
Ulesie liegt nördlich der Woiwodschaftsstraße 604 und ist von Muszaki (Muschaken) und auch Jagarzewo (Jägersdorf) aus erreichbar. Eine Anbindung an den Bahnverkehr besteht nicht.